# NGC 6639
NGC 6639 é um aglomerado aberto na direção da constelação de Scutum. O objeto foi descoberto pelo astrônomo John Herschel em 1826, usando um telescópio refletor com abertura de 18,6 polegadas. 